# Provincia Trabzon
Provincia Trabzon este o provincie a Turciei cu o suprafață de 6.685 km², localizată pe coasta Mării Negre.
În limba română a mai fost cunoscută și sub denumirile vechi de Trapezunt și Trebizonda.